# Huamúchil
Huamúchil es una localidad del municipio de San Dionisio del Mar dentro del estado mexicano de Oaxaca. Siendo la segunda localidad más poblada de este municipio, solo por detrás de la cabecera municipal.

## Ubicación
La localidad se ubica a 15 km. en dirección este de la cabecera municipal, sobre una brecha carretera, directamente al norte de la laguna inferior. Se ubica en las coordenadas 16°22′6″N 94°40′11″O / 16.36833, -94.66972.